# Liste der Naturdenkmale in Marpingen
Die Liste der Naturdenkmale in Marpingen nennt die auf dem Gebiet der Gemeinde Marpingen im Landkreis St. Wendel im Saarland gelegenen Naturdenkmale.

## Naturdenkmale
| Bild | Bezeichnung        | Ort                                                 | Beschreibung                                                                           | Art | Nr.                            |
| ---- | ------------------ | --------------------------------------------------- | -------------------------------------------------------------------------------------- | --- | ------------------------------ |
| BW   | Linde Marpingen    | Marpingen 49° 27′ 9,9″ N, 7° 3′ 8,7″ O)             | Marpingen, vor der Kirche                                                              |     | ND-025-WND-MAR (ex: D 2.07.01) |
| BW   | 2 Linden Alsweiler | Marpingen Alsweiler 49° 28′ 14,6″ N, 7° 4′ 55,4″ O) | am Feldwirtschaftsweg Alsweiler-Winterbach, rechts (Verlängerung der Wendalinusstraße) |     | ND-026-WND-MAR (ex: D 2.07.02) |

## Ehemalige Naturdenkmale

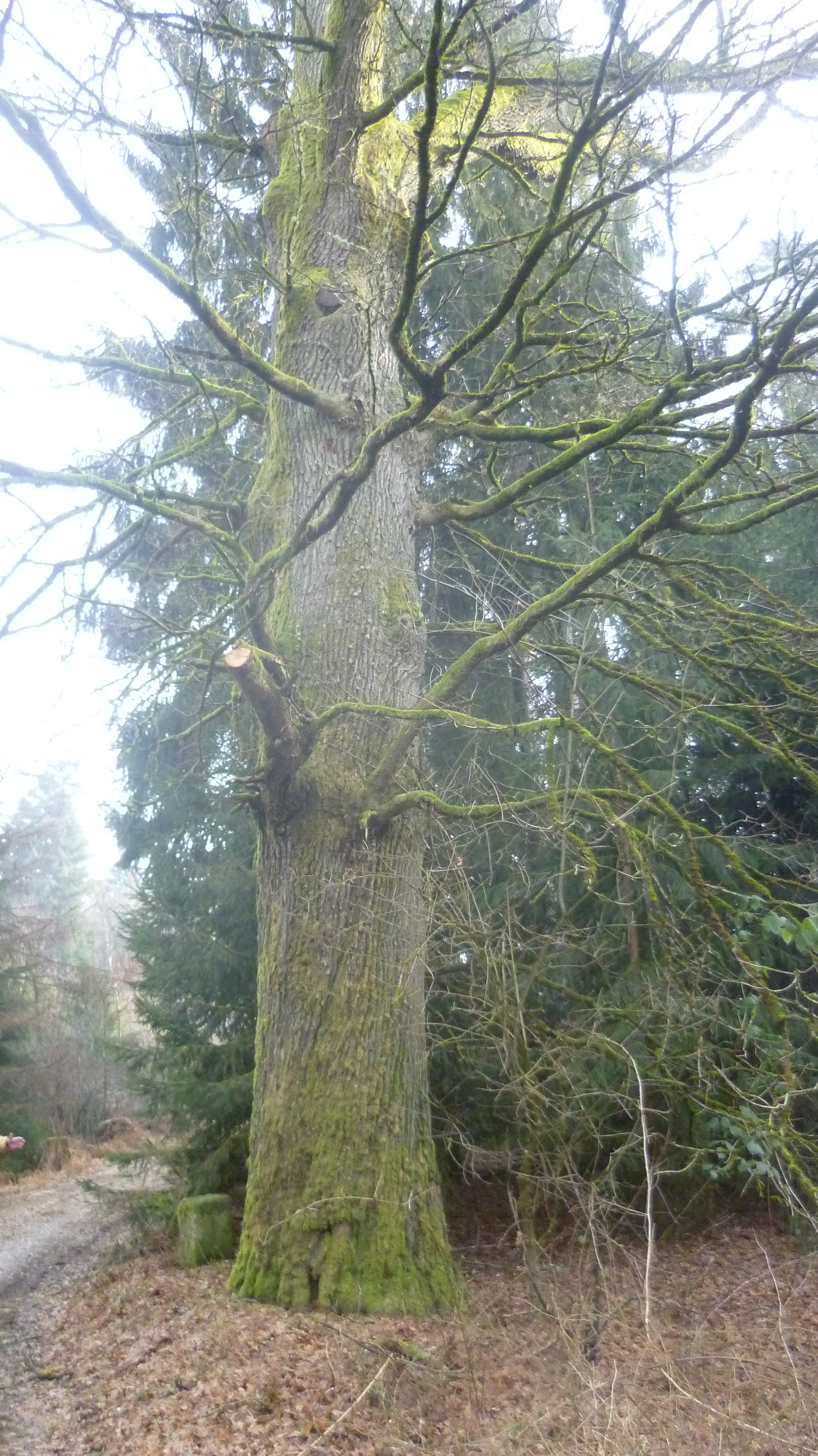
Bis 2005 war die Eiche das ND D 20703.

Vor der Neuverordnung durch den Landkreis St. Wendel im Juni 2005 gab es in Marpingen noch 5 Naturdenkmale.